# Maxwell Anderson
Maxwell Anderson (15. december 1888 – 28. februar 1959) var en amerikansk, dramatiker, forfatter og journalist.

## Biografi
Anderson studerede engelsk litteratur ved University of North Dakota i Grand Forks og blev senere ansat som rektor ved en High School i Minnewaukan, North Dakota, men blev afskediget, da han snakkede om sine pacifistiske meninger overfor eleverne. Han flyttede derefter til Californien og fortsatte sine studier ved Stanford University. Eftr studierne arbejdede han som gymnasielærer i San Francisco indtil han igen blev fyret, efter at have støttet en elev der var modstander af våben.
Efter sine forsøg som lærer fik han en stilling i dagspressen, og flyttede derefter til New York City. Her begyndte han at skrive teaterstykker samtidigt med han arbejdede som journalist. Efter noget tid arbejdede han udelukkende med teater.
Anderson skrev et stort antal skuespil og han var en af de få dramatikere, der skrev på blankvers. I 1930 var han nomineret til, sammen med George Abott og Del Andrews, en Oscar for bedste manuskript for sit arbejde med manuskriptet til Intet nyt fra vestfronten.
I 1933 fik han Pulitzerprisen for drama, for sit politiske drama Both Your Houses.
Han nød stor kommerciel succes med en række skuespil, der havde fandt sted i Tudortiden.
Et bestemt stykke, Anne of the Thousand Days, fortællingen om Henrik 8. af Englands ægteskab med, og henrettelse af Anne Boleyn, var en stor succes på scenen i 1948. Stykket blev først filmatiseret efter 21 år, måske på grund af censuren, da ordet "Bastard" blev brugt flere gange og stykkets åbne diskussion om seksuelle forhold.
Stykket havde premiere på Broadway med Rex Harrison og Joyce Redman i hovedrollerne, og i 1969 blev det en oscarvindende film (for kostumer) med Richard Burton og Geneviève Bujold i de samme roller. Teaterstykket spilles stadig i dag.
Et andet af hans tudorstykker Elisabeth the Queen blev filmatiseret med titlen The Private Lives of Elisabeth and Essex på dansk Dronningens Elsker. Filmen havde den legendariske skuespillerinde Bette Davis i den kvindelige hovedrolle og Errol Flynn som den mandlige hjerteknuser.